# دوريان متقارب
دوريان متقارب (الاسم العلمي:Durio affinis) هو نوع من النباتات يتبع جنس الدوريان من الفصيلة الخبازية.